# Aleksej Arboezov

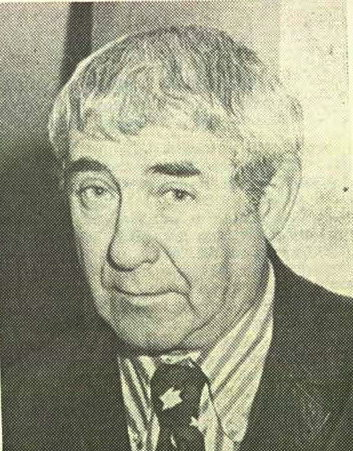
Aleksej Arboezov

Aleksej Nikolajevitsj Arboezov (Russisch: Алексей Николаевич Арбузов) (Moskou, 26 mei 1908 – Moskou, 20 april 1986) was een Russisch toneelschrijver.

## Leven en werk
Arboezov werd geboren in Moskou, maar verhuisde op zijn derde naar Sint-Petersburg. Hij werd wees op zijn elfde en op zijn veertiende begon hij te werken voor het Mariinskitheater, eerst als hulpje maar al snel als acteur. In 1928 werd Arboezov lid van een groep jonge acteurs die zich het “Gilde van het experimentele drama” noemde, later sloot hij zich aan bij de Agitprop. In 1930 verhuisde Arboezov terug naar Moskou en vanaf die tijd begon hij ook drama te schrijven. Bekendheid verwierf hij met de toneelstukken De lange weg (Дальняя дорога; 1935), Tanja (Таня; 1939), Verhalen uit Irkoetsk (Иркутская история; 1959) en De belofte (Мой бедный Марат; 1965). Het werk van Arboezov wordt gekenmerkt door een sterk medeleven met zijn medemens: doorheen al diens zwakheden ontwaart hij toch steeds weer de basale wens van eenieder om een goed en nuttig leven te leiden. Daarmee creëert hij voornamelijk positieve personages, op basis van de Tolstojaanse boodschap: “in deze wereld is niemand schuldig”.
De werken van Arboezov werden ook in het buitenland veelvuldig op de planken gebracht. In Nederland regisseerde Peter Oosthoek in 1977 zijn Herfst in Riga (Старомодная комедия), in 1991 bracht de Koninklijke Vlaamse Schouwburg hetzelfde stuk op de planken onder de naam Herfstduet.